# Westfield (Indiana)
Westfield ist eine City in Hamilton County des US-Bundesstaats Indiana.
Laut der Volkszählung aus dem Jahr 2020 gibt es in der Stadt 46.410 Einwohner.

## Geographie
Laut dem United States Census Bureau hat die Stadt eine Fläche von 19,8 Quadratkilometer, wobei 0,13 Prozent der Fläche Wasser ist.
Westfield liegt 18,75 Kilometer nördlich von Indianapolis. Die Gegend ist sehr flach mit wenigen Erhöhungen, einigen Parks und Bächen.
Das Bevölkerungswachstum in Hamilton County und Westfield ist rasend. Seit der Volksbefragung von 2000 ist die geschätzte Bevölkerung um ungefähr 50 % gewachsen. Neue Siedlungen ersetzen immer mehr der Farmen. Vor allem südlichen von IN32 gibt es sehr wenig freie Fläche.

## Geschichte
West Field wurde am 6. Mai 1834 von Asa Bales, Ambrose Osborne und Nathan Parker (alle Quäker aus North Carolina) gegründet. Eine Theorie ist, dass die Stadt als Haltestation der Underground Railroad geplant wurde, da viele Quäker und Wesleyan-Methodist-Kirchen dieses Unterfangen unterstützten. Als die Gesetze gegen die Unterstützung der entflohenen Sklaven immer mehr verschärft wurden, spaltete sich ein Teil der Westfield-Quäker als Anti-Slavery Friends (dt. Freunde gegen Sklaverei) ab.

## Demographie
Laut der Volkszählung von 2010, sind 30.068 Einwohner, 10.490 Haushalte und 8.146 Familien in der Stadt. Die Bevölkerungsdichte beträgt 432,6 je km². Es existieren 11.209 Wohneinheiten mit einer durchschnittlichen Dichte von 161,2 je km². Die Bevölkerung setzt sich wie folgt zusammen: 90,9 % White, 2,2 % African American, 0,2 % Native American, 2,5 % Asian, 2,6 % andere, und 1,6 % von zwei oder mehr Gruppen. 5,8 % der Bevölkerung ist Hispanic oder Latino von jeder Gruppe.
Von den 10.490 Haushalten, 47,0 % haben Kinder unter 18 Jahren, 64,9 % sind verheiratet zusammenlebende im Haushalt, 9,3 % sind alleinstehende Mütter ohne Ehemann, 3,4 % alleinstehende Väter ohne Ehefrau, 22,3 % sind keine Familien. 18,0 % aller Haushalte bestehen aus Alleinstehenden und 4,6 % bestehen aus Senioren 65 Jahre oder älter. Die durchschnittliche Haushaltsgröße ist 2,85 und die durchschnittliche Familiengröße beträgt 3,27.
In der Stadt ist die Bevölkerung wie folgt gestaltet: 31,9 % unter 18, 5,9 % 18–24, 31,6 % 25–44, 23,7 % 45–64 und 6,8 % sind 65 Jahre alt oder älter. Das Durchschnittsalter beträgt 33,7 Jahre.
Das durchschnittliche Haushaltseinkommen ist $52.963, und das durchschnittliche Einkommen einer Familie ist $65.208. Männer haben ein durchschnittliches Einkommen von $45.388 im Vergleich zu $26.864 für Frauen. Das Pro-Kopf-Einkommen der Stadt ist $22.160. 4 % der Bevölkerung und 2,3 % der Familien leben unter der Armutsgrenze. 2,5 % derer unter 18 und 3,7 % derer über 65 leben unter der Armutsgrenze.